# Asgard (truyện tranh)
Asgard là vương quốc hư cấu xuất hiện trong truyện tranh Mỹ, được xuất bản bởi Marvel Comics. Dựa trên vương quốc cùng tên trong thần thoại Bắc Âu, Asgard là quê hương của người Asgard và những sinh vật khác được chuyển thể trong thần thoại Bắc Âu. Asgard xuất hiện lần đầu tiên trong Journey into Mystery #83 (tháng 8 năm 1962) bởi Stan Lee, Larry Lieber và Jack Kirby, và nổi bật từ những câu chuyện liên quan đến siêu anh hùng Thor.
Asgard xuất hiện trong rất nhiều nghi phương tiện truyền thông khác nhau liên quan đến Thor. Đặc biệt trong Vũ trụ Điện ảnh Marvel, Vương quốc này xuất hiện trong những bộ phim như Thor (2011), Thor 2: Thế giới Bóng tối (2013), Avengers: Đế chế Ultron (2015), và Thor: Tận thế Ragnarok (2017).

Asgard được miêu tả trong bộ phim Thor năm 2011.